# МЧС России
Министерство Российской Федерации по делам гражданской обороны, чрезвычайным ситуациям и ликвидации последствий стихийных бедствий (МЧС России) — федеральное министерство, ведающее вопросами предотвращения чрезвычайных ситуаций и ликвидации последствий стихийных бедствий. Имеет в составе федеральную противопожарную службу, профессиональную аварийно-спасательную службу (ПАСС), спасательные воинские формирования. В ведении МЧС России находятся военизированные горноспасательные части, военизированные противофонтанные части.
Является федеральным органом исполнительной власти, осуществляющим функции по выработке и реализации государственной политики, нормативно-правовому регулированию, а также по надзору и контролю в области гражданской обороны, защиты населения и территорий от чрезвычайных ситуаций природного и техногенного характера, обеспечения пожарной безопасности и безопасности людей на водных объектах. Относится к государственным военизированным организациям, которые имеют право приобретать боевое ручное стрелковое и иное оружие.
В МЧС входит федеральная противопожарная служба Государственной противопожарной службы.
В МЧС России предусмотрены три вида государственной службы: государственная гражданская, военная служба и федеральная противопожарная служба (относящаяся к иным видам государственной службы), а также работа по трудовому договору.
МЧС России осуществляет около 25 % от общего числа всех проверок в стране.

## Деятельность в области чрезвычайных ситуаций
В соответствии с главой 1 Положения МЧС России утверждённым Указом президента РФ от 11 июля 2004 № 868 — МЧС России осуществляет государственный контроль и меры реагирования по обеспечению пожарной безопасности, возбуждает дела по ст. 20.4 КоАП.
Сергей Шойгу:

Мы не собирались создавать министерство в том виде, в котором оно существует сейчас. Планировали отряд численностью примерно в пятьсот человек, состоящий из очень хорошо образованных, подготовленных и оснащённых профессионалов, которые могли бы реагировать на серьёзные чрезвычайные ситуации вроде Чернобыля или землетрясения в Спитаке.

Владимир Пучков, министр

В ходе ликвидации последствий чрезвычайной ситуации, связанной со взрывом на шахте «Северная» 26.02.2016 г. (г. Воркута, Республика Коми), в результате которой погибло 35 и пострадало 14 человек, установлено, что действующая организационная структура органов управления и сил местного пожарно-спасательного гарнизона многоступенчатая, имеет многочисленные избыточные звенья управления, необоснованно завышенную численность управленческого персонала и контрольно-надзорных подразделений, что не обеспечивает эффективное решение задач по защите населения и территорий от чрезвычайных ситуаций.

Александр Чуприян, заместитель министра

Никакой повышенной готовности не существует. Как был мизер в карауле, так он и остался, ничего мы не усилили, никакой дополнительной техники не включили. И вот это лукавство, которое пронизывает всю систему, оно с удовольствием кушается на каждом уровне от главного управления до регионального центра, от регионального центра до НЦУКСа. Мы играемся, вот и всё…

Отрывок из этого выступления цитировал, в том числе, официальный печатный орган Правительства Российской Федерации.
В рамках Единой государственной системы предупреждения и ликвидации чрезвычайных ситуаций занимается:
- мониторингом, лабораторным контролем и прогнозированием чрезвычайных ситуаций;
- предупреждением и тушением пожаров;
- предупреждением и ликвидацией чрезвычайных ситуаций на подводных потенциально опасных объектах во внутренних водах и территориальном море Российской Федерации;
- координацией деятельности по поиску и спасанию людей во внутренних водах и территориальном море Российской Федерации[15].

Военнослужащих в МЧС России — 7230 человек (по состоянию на 1 июля 2014 г.), сотрудников ФПС — 151 000 человек.

### Мониторинг, лабораторный контроль и прогнозирование чрезвычайных ситуаций
Информация обо всех происшествиях, на которых работают спасатели и пожарные, через Главное управление МЧС России по субъекту федерации и региональный центр МЧС России обобщается для МЧС России. На уровне региона ещё существует градация, что делали муниципальные службы спасения, краевая служба, пожарные. На следующих этапах вся статистика обезличивается. В результате МЧС России сообщает о работе всех аварийно-спасательных формирований страны, не уточняя, какая часть работы сделана подразделениями, входящими в структуру МЧС России, а какая муниципальными, областными, краевыми, республиканскими службами спасения. В результате в СМИ со ссылкой на пресс-службу МЧС России, которая в пресс-релизах называет всех работников экстренных служб «спасателями», объявляют, что на место аварии прибыли «спасатели МЧС», при работе на месте пожарной охраны (в том числе частной), муниципальных и областных служб спасения.

### Предупреждение и тушение пожаров
Государственная противопожарная служба входила в МЧС России в 2002…2004 годах. C 1 января 2005 года Государственная противопожарная служба имеет две составляющих: федеральную противопожарную службу и противопожарную службу субъектов Российской Федерации. В МЧС России входит только федеральная противопожарная служба Государственной противопожарной службы:34.
Тушение природных пожаров не является законодательно закреплённой функцией МЧС. Однако в результате пропаганды и агитации МЧС России большинство граждан считает, что МЧС России является главным борцом с лесными пожарами — несмотря на то что абсолютное большинство лесных пожаров тушится работниками лесохозяйственных организаций, а роль МЧС России в тушении пожаров на природных территориях незначительна. Статистическая информация о пожарной обстановке в лесах страны, собираемая органами лесного хозяйства, на сайте МЧС России появляется раньше, чем на сайте Рослесхоза (а ещё несколько лет назад эту информацию вообще можно было получить только в МЧС России). Широко распространённое представление о том, что за борьбу с лесными пожарами отвечает в первую очередь МЧС России, способствовало разрушению отраслевой (лесной) системы борьбы с лесными пожарами в последние годы.
В 2004 году в рамках административной реформы противопожарные службы субъектов Российской Федерации были выведены из состава МЧС России. На 2010 из общего числа пожарных в России в составе МЧС России служило около 50 %. На территории России существуют более 400 спасательных служб и формирований (без учёта пожарных подразделений железнодорожного транспорта), около 30 из них входит непосредственно в МЧС России.

### Силы постоянной готовности федерального уровня
В силы постоянной готовности федерального уровня от МЧС России входят:
- Национальный центр управления в кризисных ситуациях (ФКУ НЦУКС) (орган повседневного оперативного управления силами и средствами единой государственной системы предупреждения и ликвидации чрезвычайных ситуаций) в г. Москве;
- Центральный аэромобильный спасательный отряд в г. Жуковском (Московская область);
- поисково-спасательные службы;
- центр по проведению спасательных операций особого риска «Лидер» в г. Москве;
- отдельные вертолётные отряды и отдельные смешанные авиационные эскадрильи (по состоянию на 01.04.2023 г. в авиации МЧС России было 23 самолёта и 68 вертолётов[25]);
- региональные специализированные отряды по тушению крупных пожаров Государственной противопожарной службы в г. Реутове (Московская область), Хабаровске, Екатеринбурге, Красноярске, Петропавловске-Камчатском, Новосибирске и в пос. Кулешовка (Ростовская область)[26].

Кроме МЧС России, в силы постоянной готовности входят службы и организации Росатома, Минсельхоза России, Минстроя России, Минэнерго России, Минтранса России, Росжелдора, Минздрава России, Росгидромета, Рослесхоза, Всероссийской службы медицины катастроф.

### Территориальные органы
В составе МЧС России находятся Головные главные управления МЧС России (ГУ МЧС по Москве, Санкт-Петербургу, Нижегородской, Ростовской, Новосибирской, Свердловской областям, Приморскому и Ставропольскому краям) и главные управления для каждого субъекта федерации.

## История

### СССР
Первая централизованная альпинисткая горноспасательная служба была организована в СССР в 1937 году.
Спасание имущества организаций гражданами в советском законодательстве регулировалось гражданским правом как отдельный вид обязательств: "обязательства, возникающие вследствие спасания социалистического имущества". Вред, понесенный гражданином при спасании социалистического имущества от угрожавшей ему опасности, возмещался той организацией, имущество которой спасал потерпевший.
В СССР защитой населения и территорий при ведении военных действий, а также от чрезвычайных ситуаций природного, техногенного и биолого-социального характера занималась пожарная охрана в составе НКВД СССР далее МВД СССР, а также система гражданской обороны. Население и народное хозяйство защищалось в чрезвычайных ситуациях мирного и военного времени, проводились спасательные и другие неотложные работы при ликвидации последствий стихийных бедствий, аварий (катастроф) и в очагах поражения:33. Тушение крупных природных пожаров в Подмосковье в 1972 г. потребовало привлечения значительных сил и средств гражданской обороны к решению задач мирного времени. В связи с этим, в 1974 году Правительство СССР приняло постановление «Об использовании в мирное время невоенизированных формирований гражданской обороны»:221. Авария на Чернобыльской АЭС, ряд других аварий и катастроф привели к созданию руководством СССР и РСФСР органов управления для защиты населения и территорий от чрезвычайных ситуаций природного и техногенного характера:221.
В 1989 году Генеральная Ассамблея ООН провозгласила «Международное десятилетие по уменьшению опасности стихийных бедствий» в Резолюции № 44/236 (1989). В 1989 году СССР ратифицировал Дополнительный протокол I к женевским конвенциям, в котором предусматривалось ведение гражданской обороны (в частности - спасательные работы) для общей защиты от последствий военных действий.
В 1989 году была создана Государственная комиссия Совета Министров СССР по чрезвычайным ситуациям. Комиссия возглавлялась Догужиевом В. Х. Расформирована в связи с распадом СССР в декабре 1991 года. Постановление Совета Министров СССР от 15 декабря 1990 г. № 1282 утвердило положение «О государственной общесоюзной системе по предупреждению и действиям в чрезвычайных ситуациях».

### РСФСР в составе СССР
17 июля 1990 года постановлением Президиума Верховного Совета РСФСР принято решение об образовании Российского корпуса спасателей. 27 декабря 1990 года постановлением Совета министров РСФСР утверждено создание корпуса спасателей (РКС). Эта дата считается основанием МЧС России. 17 апреля 1991 года Совет министров назначил руководителем корпуса Сергея Шойгу. 19 ноября 1991 года, на базе Государственного комитета РСФСР по чрезвычайным ситуациям и Штаба гражданской обороны РСФСР, был образован Государственный комитет по делам гражданской обороны, чрезвычайным ситуациям и ликвидации последствий стихийных бедствий при Президенте РСФСР. В комитет было передано имущество и штаты Гражданской обороны Министерства обороны СССР и Государственной комиссии СССР по чрезвычайным ситуациям.
Существует теория, согласно которой новая военнизированная структура была создана для того, чтобы у Президента РСФСР была собственная «армия», в случае нелояльности силовых структур.

### Россия
Органы власти СССР прекратили существование 25—26 декабря 1991 года.
В марте 1992 года Россия подписывает Конвенцию о трансграничном воздействии промышленных аварий в которой для готовности к чрезвычайным ситуациям в целях ликвидации последствий промышленных аварий обязуется создать компетентный орган. В марте 1992 года вступает в силу закон О безопасности, в котором в службы ликвидации последствий чрезвычайных ситуаций отнесены к силам обеспечения безопасности.
К моменту распада СССР в альпинизме существовала хорошо отлаженная и работоспобная система подготовки кадров для спасательных операций. Разрушение системы профсоюзного спорта в области альпинизма оставило большое количество подготовленных спасателей без работы. Они стали основой создаваемого в РСФСР Государственного комитета.
30 сентября 1992 года Государственный комитет по делам гражданской обороны, чрезвычайным ситуациям и ликвидации последствий стихийных бедствий при Президенте РСФСР был реорганизован в Государственный комитет Российской Федерации по делам гражданской обороны, чрезвычайным ситуациям и ликвидации последствий стихийных бедствий.
10 января 1994 года Государственный комитет Российской Федерации по делам гражданской обороны, чрезвычайным ситуациям и ликвидации последствий стихийных бедствий был преобразован в Министерство Российской Федерации по делам гражданской обороны, чрезвычайным ситуациям и ликвидации последствий стихийных бедствий (МЧС России). Возглавил новое министерство Сергей Кужугетович Шойгу.
В декабре 1994 вступил в силу закон О защите населения и территорий от чрезвычайных ситуаций природного и техногенного характера, который создал уполномоченный федеральный орган исполнительной власти для осуществления государственного управления и координации деятельности федеральных органов исполнительной власти в области защиты населения и территорий от чрезвычайных ситуаций.
1 января 2002 года 278 тысяч сотрудников Государственной противопожарной службы вошли в состав МЧС России, имевшего до этого численность 70 тысяч сотрудников.
Административная реформа возложила функции по организации тушения пожаров в населенных пунктах и проведение большинства аварийно-спасательных работ на органы государственной власти субъектов Российской Федерации. В 2005 году были выведены из состава МЧС силы и средства, на базе которых создали противопожарные службы субъектов Российской Федерации:34 и государственные аварийно-спасательные службы субъектов Российской Федерации.

## Научно-исследовательские учреждения
- Центр стратегических исследований гражданской защиты (ЦСИ ГЗ)
- Всероссийский научно-исследовательский институт по проблемам гражданской обороны и чрезвычайным ситуациям (ВНИИ ГОЧС)
- Всероссийский научно-исследовательский институт противопожарной обороны (ВНИИ ПО)
- Всероссийский центр мониторинга и прогнозирования чрезвычайных ситуаций (Центр «Антистихия»)
- Всероссийский центр экстренной и радиационной медицины имени А. М. Никифорова (ВЦЭРМ им. А. М. Никифорова)

## Высшие учебные заведения
МЧС в качестве федерального органа исполнительной власти, уполномоченного на решение задач в области гражданской обороны, занимается подготовкой кадров в интересах обороны и безопасности государства, обеспечения законности и правопорядка.
- Академия гражданской защиты МЧС России
- Академия Государственной противопожарной службы МЧС России (АГПС МЧС России)
- Санкт-Петербургский университет Государственной противопожарной службы МЧС России
- Уральский институт Государственной противопожарной службы МЧС России
- Ивановская пожарно-спасательная академия Государственной противопожарной службы МЧС России
- Сибирская пожарно-спасательная академия Государственной противопожарной службы МЧС России
- Воронежский институт повышения квалификации сотрудников ГПС МЧС России
- Дальневосточная пожарно-спасательная академия МЧС России (филиал Санкт-Петербургского университета Государственной противопожарной службы МЧС России)

В составе АГПС МЧС России находился Институт культуры МЧС России, включавший в себя:
- отдел кинематографического искусства;
- отдел культурно досуговой-деятельности;
- отдел литературного творчества;
- отдел театрального искусства;
- отдел телевидения и кино;
- отдел хореографического искусства[47];

В 2018 году принято решение о ликвидации Института культуры.

## Руководство
После даты назначения или освобождения от должности стоит номер соответствующего постановления или распоряжения Правительства Российской Федерации (отмечены в примечаниях), указа или распоряжения Президента Российской Федерации.

### Министры
- генерал армии Шойгу Сергей Кужугетович (20 января 1994 г., № 171 — 11 мая 2012 г., № 616);
- действительный государственный советник Российской Федерации 1 класса Цаликов Руслан Хаджисмелович (и. о.) (11—17 мая 2012 г.);[49]
- генерал-лейтенант Пучков Владимир Андреевич (и. о., с 17 мая 2012 г.) (с 21 мая 2012 г., № 647 — 18 мая 2018 г.);
- генерал армии Зиничев Евгений Николаевич (18 мая 2018 г., № 231 — 8 сентября 2021 г.,† погиб);
- генерал-полковник внутренней службы Чуприян Александр Петрович (и. о., с 10 сентября 2021 г., — 24 мая 2022 г.№ 250-рп).
- генерал-полковник Куренков Александр Вячеславович (c 25 мая 2022 г., № 305)

### Первые заместители министра
Действующий
- вакансия

Бывшие
- действительный государственный советник Российской Федерации 1 класса Шляков, Сергей Анатольевич (1 августа 2013 — 30 сентября 2015)
- генерал-полковник Степанов Владимир Викторович (5 ноября 2015 г., № 552 — 4 июня 2018 г., № 288)
- действительный государственный советник Российской Федерации 1 класса Цаликов, Руслан Хаджисмелович (2007—2012)
- генерал-полковник внутренней службы Чуприян Александр Петрович (4 июня 2018 г., № 288 — 29 марта 2023, № 211)

### Заместители министра
Действующие
- государственный советник юстиции 2 класса Попов, Денис Геннадьевич (с 9 января 2025 г., № 6) — статс-секретарь.
- генерал-полковник Яцуценко, Виктор Николаевич (с августа 2018 г.)
- генерал-полковник внутренней службы Супруновский, Анатолий Михайлович] (с 2 марта 2020 г.)
- действительный государственный советник Российской Федерации 2 класса Антропова, Валентина Викторовна (с 29 июля 2022 г., № 505)
- действительный государственный советник Российской Федерации 3 класса Герасимов, Антон Андреевич (с 31 января 2023 г., № 43)
- действительный государственный советник Российской Федерации 3 класса Курынин, Роман Викторович (с 22 июля 2024 г.)
- генерал-лейтенант внутренней службы Бутко, Вячеслав Сергеевич (с 1 апреля 2025 г., № 192)

Бывшие
- генерал-полковник внутренней службы Денисов, Илья Павлович (3 июля 2019 г., № 310 — 3 июня 2025 г., № 370)
- генерал-лейтенант Серко, Алексей Михайлович (24 июля 2018 г., № 450 — июль 2024 г. — статс-секретарь — заместитель министра)
- генерал-лейтенант внутренней службы Баженов Олег Валерьевич (7 июля 2016 г., № 323 — 6 июля 2017 г., № 310) (с 6 июля 2017 г., № 310 — статс-секретарь — заместитель министра)
- генерал-лейтенант внутренней службы Аксёнов Владлен Владимирович (с 2 февраля 2017 г., № 47 — август 2018 г.)
- генерал-майор внутренней службы Кададов Сергей Александрович (с августа 2017 года)
- генерал-полковник внутренней службы Чуприян Александр Петрович (13 ноября 2006 г., № 1269 — 4 июня 2018 г., № 288)
- действительный государственный советник Российской Федерации 1 класса Цаликов, Руслан Хаджисмелович (2000—2007)
- действительный государственный советник Российской Федерации 1 класса Шляков, Сергей Анатольевич (2012—2013)
- действительный государственный советник Российской Федерации 1 класса Артамонов, Владимир Сергеевич (статс-секретарь — заместитель министра 2012 — 2017 г.г.)
- действительный государственный советник Российской Федерации 3 класса Ничипорчук, Виктор Михайлович (4 июня 2020 г., № 310 — 11 апреля 2022 г., № 197)
- действительный государственный советник Российской Федерации 1 класса Гурович, Андрей Михайлович (4 июня 2018 г., № 288 — 25 мая 2022 г. № 306)
- генерал-полковник Гречушкин, Николай Николаевич (24 июля 2018 — 5 апреля 2023)

## Погоны к специальным званиям внутренней службы МЧС России
| Описание       |                                                 | погоны рядового состава   | погоны рядового состава    | погоны сержантского состава       | погоны сержантского состава | погоны сержантского состава       | погоны сержантского состава | погоны прапорщиков          | погоны прапорщиков                  | погоны младшего офицерского состава | погоны младшего офицерского состава | погоны младшего офицерского состава | погоны младшего офицерского состава | погоны старшего офицерского состава | погоны старшего офицерского состава | погоны старшего офицерского состава | погоны генеральского состава    | погоны генеральского состава        | погоны генеральского состава        |
| Рисунок погона |                                                 |                           |                            |                                   |                             |                                   |                             |                             |                                     |                                     |                                     |                                     |                                     |                                     |                                     |                                     |                                 |                                     |                                     |
| -------------- | ----------------------------------------------- | ------------------------- | -------------------------- | --------------------------------- | --------------------------- | --------------------------------- | --------------------------- | --------------------------- | ----------------------------------- | ----------------------------------- | ----------------------------------- | ----------------------------------- | ----------------------------------- | ----------------------------------- | ----------------------------------- | ----------------------------------- | ------------------------------- | ----------------------------------- | ----------------------------------- |
| Спец. звание   | Рядовой внутренней службы на должности курсанта | Рядовой внутренней службы | Ефрейтор внутренней службы | Младший сержант внутренней службы | Сержант внутренней службы   | Старший сержант внутренней службы | Старшина внутренней службы  | Прапорщик внутренней службы | Старший прапорщик внутренней службы | Младший лейтенант внутренней службы | Лейтенант внутренней службы         | Старший лейтенант внутренней службы | Капитан внутренней службы           | Майор внутренней службы             | Подполковник внутренней службы      | Полковник внутренней службы         | Генерал-майор внутренней службы | Генерал-лейтенант внутренней службы | Генерал-полковник внутренней службы |

## Символика
Министерство имеет флаг и геральдический знак-эмблему, утверждённые Указом Президента Российской Федерации.
Техника МЧС России имеет цветографические схемы, специальные звуковые и световые сигналы единые для любых аварийно-спасательных служб:
- техника предотвращения и помощи при чрезвычайных ситуациях и гражданской обороны — основной цвет белый, цвет декоративных полос оранжевый, вдоль оси симметрии декоративной полосы наносят дополнительную полосу синего цвета шириной не более 1/4 ширины контрастирующей полосы;
- противопожарная служба — основной цвет красный, цвет декоративных полос белый[50].

- Малая эмблема МЧС России
- Средняя эмблема МЧС России
- Большая эмблема МЧС России

Малая эмблема МЧС России — вытянутая по вертикали звезда белого цвета с восемью лучами. В центре звезды в круге оранжевого цвета расположен равносторонний треугольник голубого цвета с основанием внизу(международная эмблема гражданской обороны). Утверждена Указом Президента Российской Федерации от 15 ноября 1997 г. № 1231 «О флаге и геральдическом знаке — эмблеме Министерства Российской Федерации по делам гражданской обороны, чрезвычайным ситуациям и ликвидации последствий стихийных бедствий». Используется на нарукавных и нагрудных знаках, ведомственных наградах, для маркировки техники и имущества.
Средняя эмблема представляет собой изображение двуглавого орла золотистого цвета с опущенными крыльями, увенчанного короной, держащего в правой лапе скипетр, а в левой — державу, на груди которого расположена малая эмблема МЧС России. Используется на знамёнах, вымпелах, нарукавных знаках, ведомственных наградах, при оформлении территорий и помещений военных городков, а также на рекламной, сувенирной и печатной продукции.
Большая эмблема представляет собой изображение двуглавого орла золотистого цвета с опущенными крыльями, увенчанного короной, держащего в правой лапе скипетр, а в левой — державу. На груди орла — фигурный щит с полем оранжевого цвета. В поле щита расположена малая эмблема МЧС России. Используется на флаге, штандарте министра, ведомственных наградах, переходящих вымпелах и нарукавном знаке министра.
До 2022 года малая эмблема МЧС России была на ведомственной кокарде МЧС, позже её заменили на пятиконечную звезду.

## Авиация МЧС
Авиация МЧС России была образована 10 мая 1995 г. в соответствии с постановлением Правительства Российской Федерации № 457 «О создании Государственного унитарного авиационного предприятия МЧС России». За время своего существования, авиация МЧС России приняла участие почти в 400 спасательных операциях как в России, так и за рубежом.
Авиация МЧС имеет в своем составе базу аэродромно-технического и материального обеспечения на аэродроме «Раменское» и региональные подразделения.
На 2024 г. авиация Министерства насчитывает 78 воздушных суден — 19 самолётов и 59 вертолётов. Самолётный парк состоит из воздушных пунктов управления на базе самолётов Ил-62М и Як-42Д(списаны, находятся на хранении), 4 транспортно-десантных Ил-76ТД, 2 транспортных самолётов короткого взлёта и посадки Ан-74, 2 пассажирских Ан-148, 2 SSJ-100 и 1 Ту-154, 2 многоцелевых самолётов Ан-3Т и 6 противопожарных Бе-200ЧС. Вертолётный парк включает 34 вертолёта Ми-8 и 13 Ка-32, лёгкие аварийно-спасательные вертолёты Бо-105(2 штуки), ЕК-145(3 штуки) и БК-117(1 штука) и Ансат(1 штука), а также тяжёлые многоцелевые вертолёты Ми-26Т(5 штук).

## Филателиия и нумизматика
- Памятная монета Банка России, 1 рубль, серебро, 2015 год
- Марка Почты России, 2015 год
- Главное здание МЧС России в Театральном проезде Москвы и эмблема ведомства, 2015
- Марка Почты России, 2023 год
- Марка Почты России, 2023 год
- Марка Почты России, 2023 год
- Марка Почты России, 2023 год

## Памятники
- Монумент Славы МЧС (Ульяновск).